# Catantops erubescens
Catantops erubescens är en insektsart som först beskrevs av Walker, F. 1870.  Catantops erubescens ingår i släktet Catantops och familjen gräshoppor. Inga underarter finns listade i Catalogue of Life.